# Coccidaphycus nigricans
Coccidaphycus nigricans is een vliesvleugelig insect uit de familie Encyrtidae. De wetenschappelijke naam is voor het eerst geldig gepubliceerd in 1940 door Blanchard.